# Nephrotoma rectispina
Nephrotoma rectispina är en tvåvingeart som beskrevs av Alexander 1925. Nephrotoma rectispina ingår i släktet Nephrotoma och familjen storharkrankar. Inga underarter finns listade i Catalogue of Life.